# Paracyatholaimoides multispiralis
Paracyatholaimoides multispiralis is een rondwormensoort uit de familie van de Cyatholaimidae. De wetenschappelijke naam van de soort is voor het eerst geldig gepubliceerd in 1953 door Gerlach.